# Спасівське (заповідне урочище)
Спа́сівське — заповідне урочище (лісове) місцевого значення в Україні. Об'єкт природно-заповідного фонду Рівненської області. 
Розташоване в межах Здолбунівського району Рівненської області, неподалік від села Спасів. 
Площа 260 га. Статус надано згідно з рішенням облвиконкому від 22.11.1983 № 343 (зміни згідно з рішенням облвиконкому від 18.06.1991 року № 98). Перебуває у віданні ДП «Рівненський лісгосп» (Здолбунівське л-во, кв. 39-41, 51-53, 55-57). 
Статус надано з метою збереження частини лісового масиву з цінними насадженнями. 